# Никандров, Василий Николаевич
Василий Николаевич Никандров (30 января 1869 — 1944) — рабочий металлургического завода города Лысьва, первый в истории советского игрового кино исполнитель роли В. И. Ленина.

## Биография
Родился 30 января 1869 года в деревне Бачевка близ города Нерехты Костромской губернии.
Работал токарем-оружейником на Франко-русском и Путиловском заводах в Санкт-Петербурге, во время Первой мировой войны перебрался в Лысьву, где играл в местном самодеятельном театре. Принимал участие в Гражданской войне в России вместе с двумя старшими сыновьями в составе частей Красной Армии, впоследствии находился на службе в Пермской и Новороссийской ЧК. После войны стал механиком буксира в Новороссийске. В 1923 году вышел на пенсию.
В 1927 году сыграл роль вождя мирового пролетариата В. И. Ленина, на которую был выбран в силу внешнего сходства, в фильме Сергея Эйзенштейна «Октябрь». За время своей жизни снялся также в фильмах «В тылу у белых» (1925), «Великий путь» (1927), «Москва в Октябре» (1927) и «1918».
Во второй половине 1920-х годов исполнил роль Ленина в поставленном в Малом театре Москвы спектакле «1917».
Позднее переехал в Ростов-на-Дону, откуда в начале Великой Отечественной войны эвакуировался с детьми в Мамонтовский район Алтайского края. В 1943 году вернулся в город. Умер в 1944 году. Сын Павел стал заслуженным артистом Белорусской ССР.

## Фильмография
- 1925 — «В тылу у белых»
- 1927 — «Великий путь»
- 1927 — «Октябрь»
- 1927 — «Москва в Октябре»